# Gijs Leemreize
Gijs Leemreize, né le 23 octobre 1999, est un coureur cycliste néerlandais.

## Biographie
En 2018, Gijs Leemreize rejoint l'équipe cycliste Kanjers voor Kanjers, pour laquelle il court pendant deux ans. Il ne commence à s'entraîner professionnellement qu'en 2019, ses points forts étant ses qualités de grimpeur. Lors de la Carpathian Couriers Race, il remporte le classement de la montagne et termine onzième au général. Lors du Tour de Haute-Autriche, il se classe douzième du général.
En 2020, il rejoint la nouvelle équipe Jumbo-Visma Development, l'équipe de développement liée à la formation World Tour Jumbo-Visma. En février, il participe au Tour de la Provence avec l'équipe World Tour. Le 23 juillet, il est annoncé qu'il rejoindra à partir de 2021 l'équipe World Tour Jumbo-Visma pour un contrat de 3 ans, faisant de lui le premier coureur à être transféré de l'équipe de développement à l'UCI WorldTeam. Cinq jours plus tard, il est à nouveau convié avec l'équipe première pour disputer le Tour de Burgos. Lors de la première étape, il est impliqué dans une grave chute et perd un bout de doigt de sa main droite. Il doit abandonner la course pour se faire opérer. Trois semaines plus tard, il reprend la compétition en prenant la sixième place du championnat des Pays-Bas sur route espoirs, puis se classe cinquième de la Ronde de l'Isard.
En mars 2021, il dispute sa première course en tant que professionnel lors de la Semaine internationale Coppi et Bartali. En deuxième partie de saison, il montre ses qualités de grimpeur en se classant quatrième du Tour de l'Avenir. En octobre, il remportant le général de la Ronde de l'Isard grâce à son succès sur la dernière étape, à l'issue d'une échappée en solitaire de 50 kilomètres. Lors de la saison 2022, il participe au Tour d'Italie, son premier Grand Tour. Du fait de la rapide défaillance de ses leaders, il obtient beaucoup de liberté et se montre très présent dans les échappées. Une première fois à l'avant lors de la 4e étape vers l'Etna sans y briller. Il est aussi dans le bon coup sur les 15e et 20e étapes en terminant dans les 10 premiers mais sans jouer la victoire. Il se montre en revanche acteur sur deux escapades. Une première fois lors de la 12e étape vers Gênes où il parvient à s'isoler avec Lorenzo Rota et Stefano Oldani dans une ascension à 55 km de l'arrivée. Le trio collabore bien et se joue la victoire, Leemreize tente d'anticiper sous la flamme rouge, sans succès et termine 3e. Sur la 17e étape, il parvient à partir dans la descente du Valico del Vetriolo à 35 km en compagnie de Mathieu van der Poel. Au pied du Monterovere, le duo a 1 minute 30 sur leurs anciens compagnons d'échappée. Lâché rapidement, Leemreize revient puis s'isole en tête de course. Cependant, Santiago Buitrago le reprend tout proche du sommet et le distance à 100 mètres seulement. Le Néerlandais ne peut faire la jonction sur le court replat final et termine second à 35 secondes. Grâce à sa belle activité, il se classe 28e du classement général. Par la suite, il est notamment cinquième du Sibiu Cycling Tour et douzième du Tour de Slovaquie.
En septembre 2023, dsm-firmenich annonce le recrutement de Leemreize pour 2024 et 2025.

## Palmarès
- 2019
  - Klimtijdrit Camerig-Vaals
- 2021
  - 2e étape du Tour de l'Avenir (contre-la-montre par équipes)
  - Ronde de l'Isard : 
    - Classement général
    - 5e étape
- 2023
  - 2e étape du Tour de Burgos (contre-la-montre par équipes)

## Résultats sur les grands tours

### Tour d'Italie
3 participations
- 2022 : 28e
- 2024 : 43e
- 2025 : 43e

### Tour d'Espagne
1 participation
- 2024 : 84e